# Liebherr LR 12500

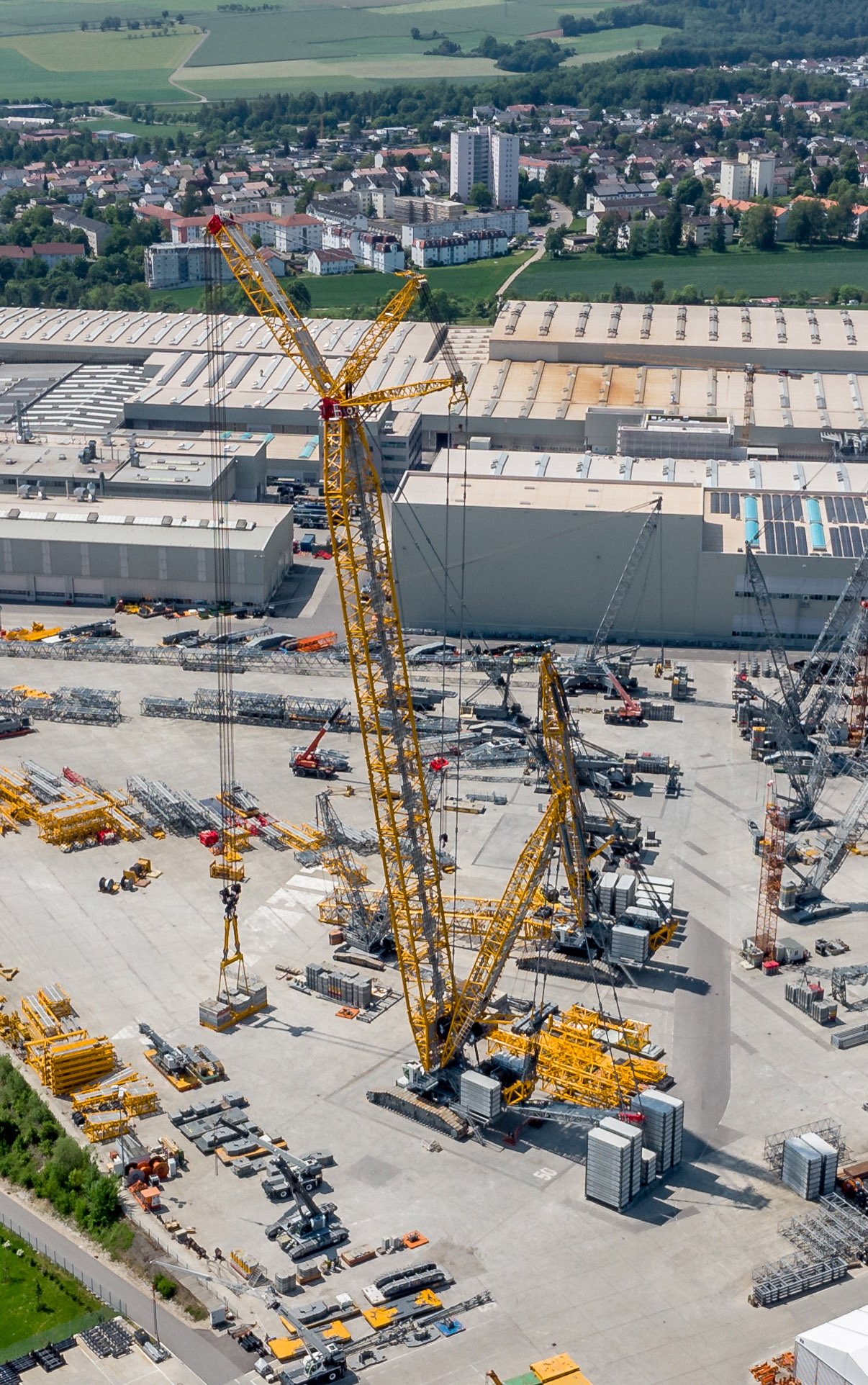
Liebherr LR 12500

Der LR 12500 ist ein Raupenkran der Firma Liebherr.
Mit einer Tragfähigkeit von 2500 Tonnen ist der 2022 entwickelte Kran zwischen dem LR 13000 und dem LR 11350 angesiedelt. Besonderheiten des Krans sind der breite Ausleger (7,5 m) und die T-förmige Drehbühne. Im Vergleich zum LR 13000 setzt das Konzept auf wirtschaftliche Realisierung von Hüben mit hoher Traglast. Die Motorisierung ist mit 2 × 400 kW deutlich geringer als beim LR 13000. Die realisierbaren Traglasten sind aber deutlich höher als beim LR 11350. In der Konfiguration HDB2 schafft der LR 12500 bei 20 m Ausladung knapp 1400 Tonnen (LR 13000: 1600 t, LR 11350: 800 t), bei 92 m Ausladung noch ca. 350 Tonnen (LR 13000: 400 t, LR 11350: 180 t).
Für den Transport des Krans wurde wie bei den vergleichbaren Kranen konstruktiv dafür gesorgt, dass alle Komponenten per Tieflader angeliefert werden können. So werden die Ketten separat vom Raupenträger in Containern transportiert, um das Gesamtgewicht des Moduls Raupe für die beim Straßentransport geltenden Vorgaben möglich zu machen.

## Technische Daten
- Max. Traglast: 2500 t
- Max. Lastmoment: 47300 tm[3]
- Derrickausleger: 54,0 m
- Zentralballast: 100 t
- Drehbühnenballast: 320 t
- Derrickballast: 1400 t
- Max. Hubhöhe: 200 m
- Max. Ausladung: 168 m[3]
- Motoren: 2 × V6-Zylinder-Turbodiesel, 400 kW[4]

## Einsätze
Seinen ersten Einsatz hatte der Krantyp im Hafen von Rostock bei der Bewegung von Fundamentteilen für Windkraftanlagen. Halter dieses Krans ist die belgische Firma Sarens.